# Cochlospermum
Cochlospermum is een geslacht van bomen uit de familie Bixaceae. De soorten komen voor in de tropische delen van de wereld, voornamelijk Latijns-Amerika, Afrika, het Indisch subcontinent, Myanmar, Nieuw-Guinea en Australië.

## Soorten
- Cochlospermum angolense Welw. ex Oliv.
- Cochlospermum arafuricum Cowie & R.A.Kerrigan
- Cochlospermum fraseri Planch.
- Cochlospermum gillivraei Benth.
- Cochlospermum intermedium Mildbr.
- Cochlospermum macnamarae Hislop, K.R.Thiele & Brassington
- Cochlospermum noldei Poppend.
- Cochlospermum orinocense (Kunth) Steud.
- Cochlospermum planchonii Hook.f. ex Planch.
- Cochlospermum regium (Schrank) Pilg.
- Cochlospermum religiosum (L.) Alston
- Cochlospermum tetraporum Hallier f.
- Cochlospermum tinctorium Perrier ex A.Rich.
- Cochlospermum vitifolium (Willd.) Spreng.
- Cochlospermum wittei Robyns